# Walton County (Florida)
Walton County is een county in de Amerikaanse staat Florida.
De county heeft een landoppervlakte van 2.739 km² en telt 40.601 inwoners (volkstelling 2000). De hoofdplaats is De Funiak Springs.

## Bevolkingsontwikkeling

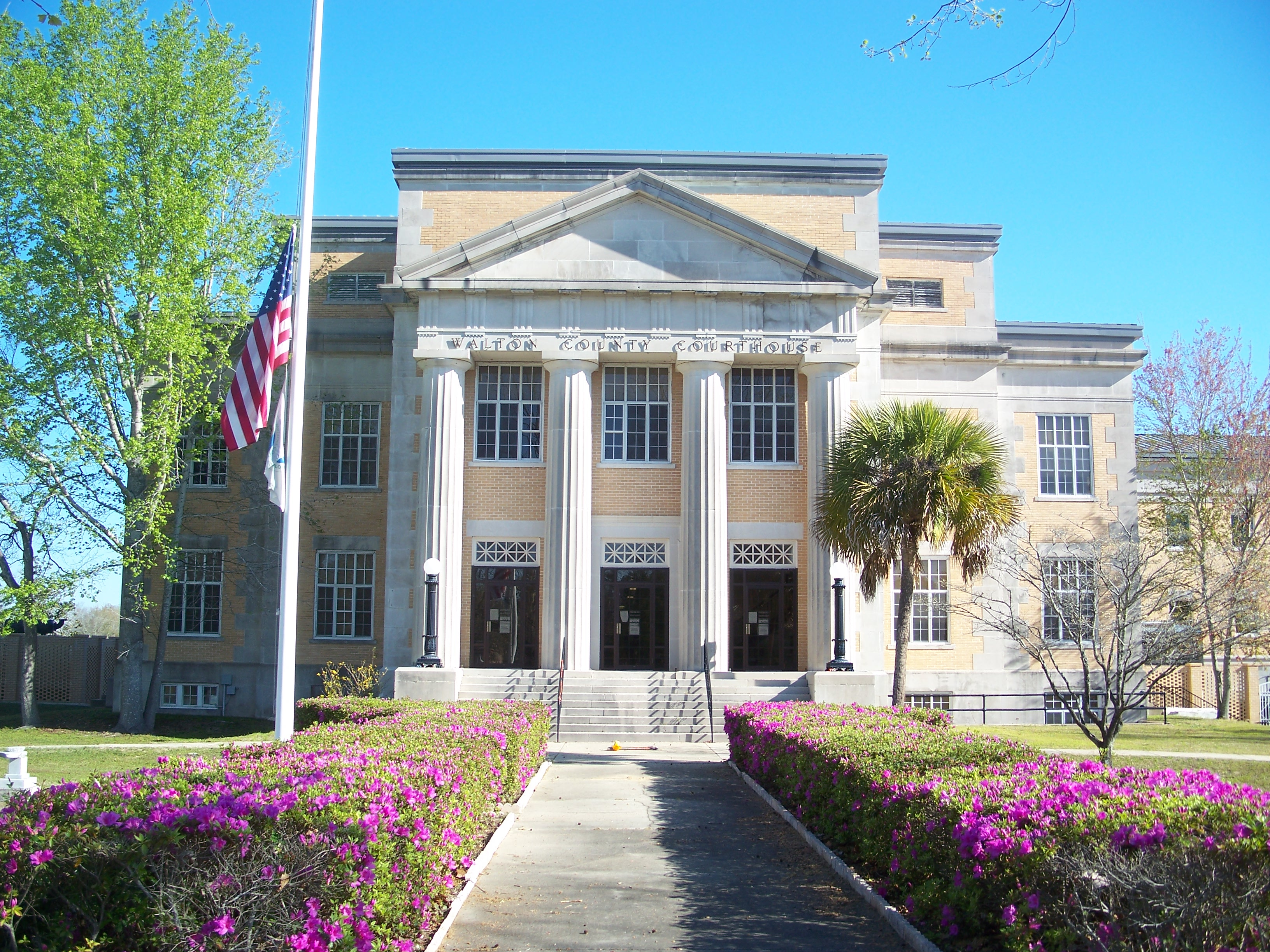
Walton County Courthouse